# Bell Rocket Belt
Il Bell Rocket Belt è un dispositivo portatile dotato di propulsione a razzo (jet pack) sviluppato nei primi anni sessanta dall'azienda statunitense Bell Aerosystems in grado di permettere alla persona che lo indossa di muoversi in volo su brevi distanze e rimasto allo stadio di prototipo.

## Storia
Le prime notizie riguardanti esperimenti su dispositivi portatili a razzo risalgono alla fine degli anni quaranta quando Thomas T. Moore, appartenente al gruppo di Wernher von Braun, progettò un rudimentale sistema a razzo che chiamò Jetvest. Thomas Moore propose all'Esercito questa soluzione per un "dispositivo per la mobilità sul campo di battaglia", ma non venne preso in considerazione perché ritenuto troppo avanzato.
Wendell F. Moore, un ingegnere della Bell Aerosystems omonimo e non parente di Thomas Moore, iniziò a lavorare su un sistema simile a partire dal 1953. Le prove iniziarono a metà degli anni cinquanta e mentre lo sviluppo del sistema propulsivo non destava problemi, emersero difficoltà nel garantire il controllo e la necessaria stabilità in volo.
Nel 1959 la U.S. Army chiese alla Aerojet General uno studio di fattibilità sulla Rocket Belt e assegnò alla Bell Aerosystems un appalto per sviluppare un piccolo sistema a razzo (Small Rocket Lift Device o "SRLD"). Il dimostratore, che utilizzava azoto compresso, fu costruito con un telaio in tubi di acciaio che consentiva l'aggancio del collaudatore. Due ugelli di scarico erano incernierati al telaio ed erano alimentati, mediante tubazioni flessibili, da azoto a 35 atmosfere. Un operatore a terra regolava mediante una valvola il flusso di azoto, mentre il collaudatore poteva regolare ulteriormente la spinta mediante leve sotto le spalle ed inclinare gli ugelli avanti ed indietro cercando di stabilizzare il volo a punto fisso ad un'altezza limitata. Il dimostratore era vincolato al suolo da un cavo in modo che non potesse sollevarsi troppo in alto.

### Sviluppo
Dopo le prime prove che mostrarono l'instabilità del mezzo, fu deciso di montare gli ugelli per la spinta vicino al centro di massa dell'insieme formato dal pilota e dal jet pack. Nei voli successivi vennero provate varie soluzioni per il controllo direzionale e, nonostante fossero più brevi balzi che voli veri e propri, garantirono alla Bell l'assegnazione da parte dei militari di una commessa per il suo sviluppo.
Il 17 febbraio del 1961, la rottura del cavo di sicurezza durante uno dei voli prova vincolati provocò la caduta da circa due metri e mezzo di Moore e del suo jet pack, causandogli la frattura della rotula ed impedendogli di prendere parte ai voli successivi. Il pilota collaudatore divenne quindi l'ingegnere Harold Graham che, dopo 36 voli di prova, effettuò il primo volo non vincolato il 20 aprile 1961.
La Bell costruì in tutto quattro esemplari, tre dei quali sono ora in esposizione presso lo Smithsonian Institution, il National Air and Space Museum e lo Steven F. Udvar-Hazy Center, sito vicino all'Aeroporto Internazionale di Washington-Dulles.
A partire dal 1995 venne ripreso da parte di altri costruttori lo sviluppo di analoghi dispositivi. Tra questi la RocketBelt-2000, la TAM Rocket Belt e la Jet Pack H202.

## Tecnica

### Principio di funzionamento

Schema di funzionamento del motore a razzo

L'azione del motore a razzo è basata sulla decomposizione del perossido di idrogeno, un liquido incolore con una densità di 1,35 g/cm³. Utilizzato con una concentrazione del 90 per cento è relativamente stabile, ma a contatto con un catalizzatore (ad esempio argento) si decompone rapidamente in acqua e ossigeno incrementando di 5000 volte il suo volume ed emettendo una grande quantità di calore (circa 2500 kJ per kg di perossido) secondo la formula:
2H2O2 → 2H2O + O2
Nella figura è schematizzata (in giallo) la bombola contenente l'azoto (1) necessario a mantenere in pressione le due bombole di perossido di idrogeno (2) (in blu).
Il pilota, agendo sulla manopola di destra regola l'apertura della valvola di alimentazione (3) permettendo al perossido di idrogeno di entrare nel generatore di gas (4). Il catalizzatore al suo interno, costituito da sottili lamine di argento ricoperte da uno strato di nitrato di samario, provoca con una violenta reazione esotermica la rapida decomposizione del perossido nella miscela di gas di acqua ed ossigeno a 740 °C (in rosso) che viene convogliata in due tubi uscenti dal generatore di gas alle cui estremità sono montati degli ugelli di scarico.
In seguito all'espansione ed accelerazione della miscela ad alta temperatura e pressione negli ugelli, l'energia termica viene trasformata in energia cinetica producendo, per il secondo e terzo principio della dinamica, una spinta.

### Descrizione

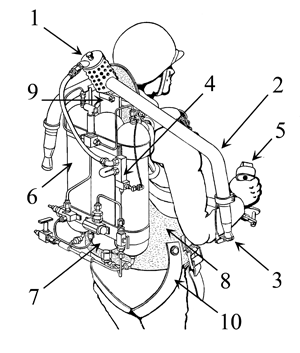
Brevetto USA No 3243144

La Rocket Belt si compone di un corpo rigido in plastica (8) modellato sul busto del pilota a cui era allacciato mediante cinghie (10). Al corsetto è fissata sul retro una struttura tubolare in metallo su cui sono montati tre bombole: due contenenti perossido di idrogeno per una capacità totale di 19 litri (6) e una con azoto compresso (7).
Il motore a razzo (da 1,25 kN o 280 lbf) è agganciato alla parte superiore del corsetto mediante un giunto sferico (9) e si compone di un generatore di gas (1) contenente il catalizzatore di argento, due condotti rigidi (2) alle cui estremità sono montati gli ugelli di scarico (3).
Il motore è collegato a due leve che sono fatte passare nelle mani del pilota che, inclinandole avanti, indietro o lateralmente, può dirigerne i getti. La manopola della leva di destra (5) regola la spinta agendo sulla valvola regolatrice (4) che fornisce il propellente al motore.
La manopola di sinistra regola invece l'assetto agendo sull'inclinazione degli ugelli di scarico. Una tuta ignifuga forniva al pilota la necessaria protezione dai gas di scarico.
Il peso della struttura rifornita di propellente è di circa 57 kg (125 lb).

## Impiego operativo

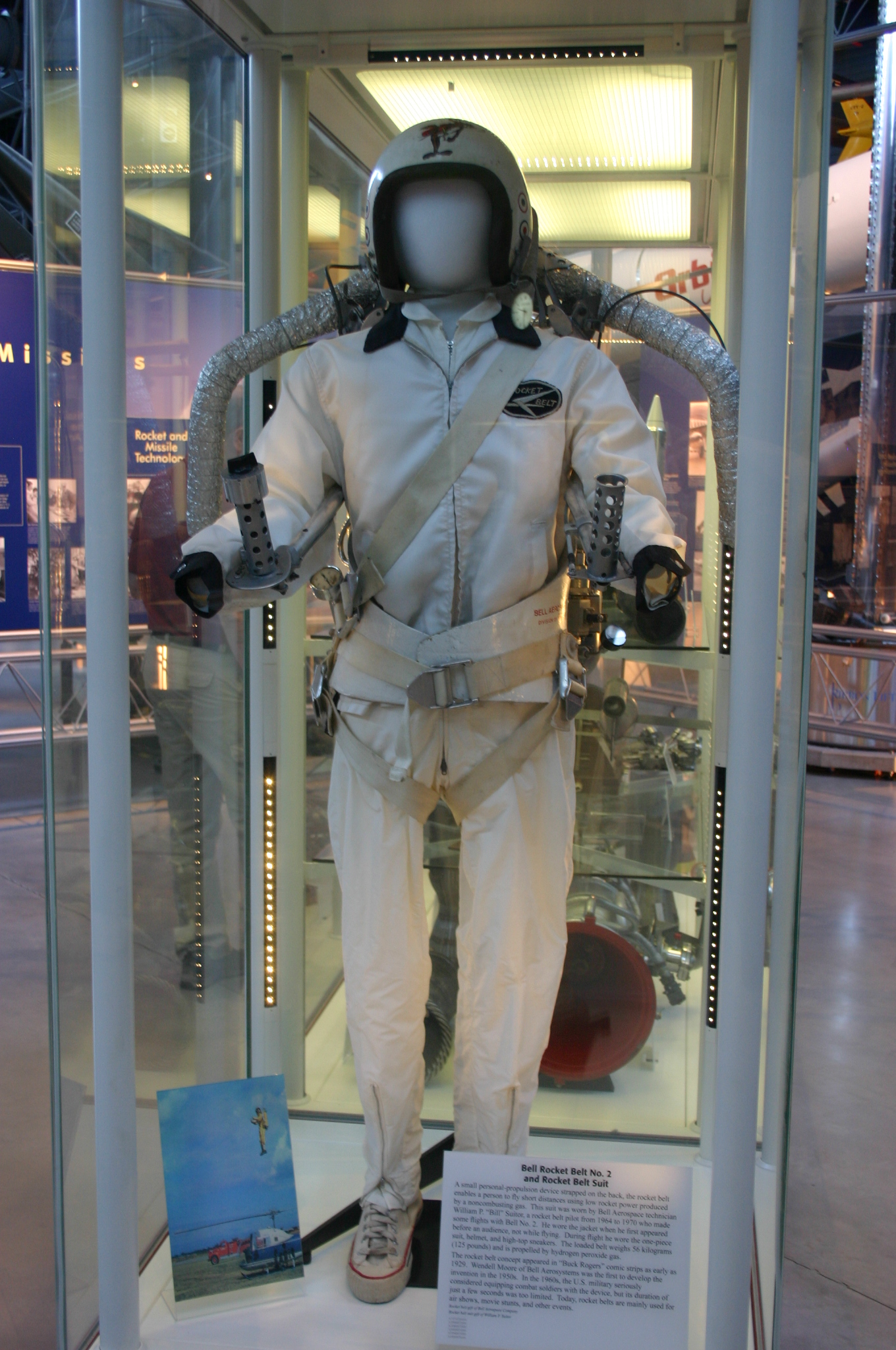
La Bell Rocket Belt e relativa tuta vista di fronte

Il dispositivo era in grado di trasportare una persona scavalcando ostacoli di 10 metri e raggiungere una velocità di circa 55 km/h. L'autonomia di volo era limitata a 20 secondi ed anche con i miglioramenti della versione sviluppata tra il 1995 ed il 2000 non si andò oltre i 30 secondi di volo.
Tra gli svantaggi di questo mezzo figura la mancanza di un sistema di atterraggio di emergenza, in quanto in caso di malfunzionamento del propulsore, la limitata altezza raggiunta non consente l'impiego di un paracadute.
Fu mostrato per la prima volta in una manifestazione pubblica l'8 giugno 1962 ed in varie manifestazioni pubbliche e durante le cerimonie di apertura delle Olimpiadi estive del 1984 e 1996, in show televisivi e al cinema, dove nel 1965, fece la sua apparizione nel film della saga di James Bond Agente 007 - Thunderball: Operazione tuono.
Nonostante il successo di pubblico, la U.S. Army non fu soddisfatta delle prestazioni del sistema che garantiva solo 21 secondi di autonomia per un raggio operativo di 120 metri. In più era necessario un intero gruppo di personale a supporto del rifornimento e manutenzione del dispositivo a razzo, rendendolo un costoso giocattolo più che un efficace mezzo di trasporto.
Dopo 150.000 dollari spesi dall'Esercito ed altri 50.000 dalla Bell, il contratto SRLD venne cancellato così come lo sviluppo ulteriore del jet pack.